# Мицпе-Йерихо
Мицпе-Йерихо (ивр. מצפה יריחו‎) — израильское поселение на Западном берегу реки Иордан, входящее в региональный совет Мате-Биньямин. Общинное поселение, большинство жителей которого составляют религиозные сионисты, основано в 1977 году; в 2017 году население составляло около 2400 человек.

## География
Поселение Мицпе-Йерихо, входящее в региональный совет Мате-Биньямин, расположено рядом с шоссе Иерусалим-Иерихон (восточная часть израильского шоссе № 1), в 30 км от Иерусалима. Высота центра населённого пункта над уровнем моря — 180 метров. Ниже Мицпе-Йерихо располагается ущелье Вади-эль-Кильт. Неподалёку располагаются несколько христианских монастырей, национальный парк Кумран и заповедники Нахаль-Прат и Айнот-Цуким.
Район, где расположено Мицпе-Йерихо, характеризуется сухим климатом, температуры на протяжении всего года на несколько градусов выше, чем в Иерусалиме. Лето жаркое, зимой температуры умеренные.

## История
Поселение основано в 1977 году группой религиозных сионистов. Первоначальные планы основателей заключались в создании поселения в районе, где были обнаружены остатки древней синагоги «Шалом аль Исраэль», в черте города Иерихона, однако министерство обороны Израиля не дало на это разрешения. В результате во второй день праздника Суккот поселенцам было предложено другое место для закладки населённого пункта — на возвышенности Тибак-Риаш неподалёку от Иерихона. В этом месте и было основано поселение.
За первый год существования поселение оказалось на грани распада из-за продолжительного конфликта между религиозными и светскими жителями, который не сумело разрешить руководство «Гуш Эмуним», а также отсутствия работы. Осенью 1978 года разрешением конфликта занялся отдел поселенческой деятельности Еврейского агентства, перед которым была поставлена задача расселить религиозную и светскую части населения Мицпе-Йерихо, перебросив одну из групп в другой район Иорданской впадины. Результатом стало возникновение светского поселения Веред-Йерихо южнее Иерихона.

## Население
По данным Центрального статистического бюро Израиля, население на начало 2020 года составляло 2 560 человек.
В 2017 году оценочная численность жителей в поселении составляла около 2400 человек (порядка 450 семей). Население растёт высокими темпами — по данным переписи населения 2008 года, в Мицпе-Йерихо проживало около 1700 человек, в 1995 году 900, а в 1983 году 100.
В 2008 году практически всё население Мицпе-Йерихо составляли евреи. Медианный возраст жителей равнялся 17 годам, что было связано с очень высоким процентом детей и подростков в возрасте до 17 лет включительно (52,7 %, в том числе среди мужского населения — 55,4 %). Доля жителей в возрасте 65 лет и старше, напротив, очень мала, незначительно превышая 1 %. Более 50 % жителей в возрасте 15 лет и старше состояли в браке, медианный возраст вступления в брак — 24 года у мужчин и 21 у женщин. В 40 % домохозяйств было по четыре-пять человек, ещё в 32 % — от шести человек и выше; среднее число человек в домохозяйстве — 5.

## Экономика
В 2008 году две трети взрослого населения Мицпе-Йерихо были трудоустроены за пределами поселения. В самом поселении работают предприятия, специализирующиеся в индустрии туризма, а также в области услуг; имеются фирма, производящая печатные платы, стекольная фабрика, фабрика кондиционеров и компания по производству развивающих игр и учебных пособий. На территории Мицпе-Йерихо расположены средняя и академическая иешивы (в общей сложности более чем на 300 учащихся) и школа, а также ряд учреждений дошкольного воспитания. 33 % взрослых жителей поселения (в том числе 38 % женщин) в 2008 году имели академическую степень (от бакалавра и выше), ещё столько же — законченное среднее образование.
По данным на 2008 год, в 88 % домохозяйств имелся компьютер, в 3/4 домохозяйств — как минимум один автомобиль (в четверти домохозяйств — два и более). В среднем на домохозяйство приходилось 3,4 сотовых телефона. Почти 80 % семей проживали в собственных домах или квартирах, более половины из которых насчитывали 5 и более комнат (средняя плотность заселения — 1 человек на комнату).